# Knallkügerln
Knallkügerln ist ein Walzer von Johann Strauss (Sohn) (op. 140). Das Werk wurde am 18. Juli 1853 in der Fünfhauser Bierhalle (Wien, 15. Bezirk) erstmals aufgeführt.